# فرودگاه چتنوگا مترپالیتن
فرودگاه چتنوگا مترپالیتن (به انگلیسی: Chattanooga Metropolitan Airport) (به زبان بومی: Lovell Field) یک فرودگاه همگانی بهره‌برداری هوایی با کد یاتا CHA است که یک باند فرود آسفالت دارد و طول باند آن ۲۲۵۶ متر است. این فرودگاه در شهر چاتانوگا کشور ایالات متحده آمریکا قرار دارد و در ارتفاع ۲۰۸ متری از سطح دریا واقع شده‌است.

## شرکت‌های هواپیمایی و مقصدهای پروازی

### مسافری
| شرکت‌های هواپیمایی | مقصدهای پروازی                                                        |
| ----------------- | --------------------------------------------------------------------- |
| الیجنت ایر        | اورلندو سنفورد، سن پترزبورگ-کلیرواتر                                  |
| امریکن ایگل       | شارلوت داگلاس، اوهر شیکاگو، دالاس-فورت ورث، ملی رونالد ریگان واشینگتن |
| دلتا ایرلاینز     | هارتسفیلد-جکسون آتلانتا                                               |
| دلتا کانکشن       | هارتسفیلد-جکسون آتلانتا، متروپولیتن شهرستان وین دیترویت               |
| یونایتد اکسپرس    | اوهر شیکاگو، لیبرتی نیوآرک                                            |

### باری
| شرکت‌های هواپیمایی | مقصدهای پروازی |
| ----------------- | -------------- |
| فدکس اکسپرس       | ممفیس          |